# Агилера де Эредиа, Себастьян
Себастьян Агилера де Эредиа (исп. Sebastián Aguilera de Heredia, род. 1561 (крещён 15 августа), Сарагоса — умер 16 декабря 1627, там же) — испанский композитор, органист эпохи Возрождения, виднейший представитель Арагонской музыкальной школы, сложившейся в Сарагосе.

## Биографический очерк

#### Семья
Себастьян де Агилера, его отец, был сапожником. Он женился на Магдалене Диас де Эредиа 7 августа 1557 года. В 1559 году родился Хуан, старший брат музыканта, а в 1565 году его сестра Мария.

#### Жизненный путь
19 января 1584 года был пострижен в священнослужители при церкви святого Павла в Сарагосе.
В 1585—1603 годах подвизался первым органистом собора города Уэски. Затем он вернулся в Сарагосу на престижную должность органиста Собора Ла Сео.
В 1618 году Агилера де Эредиа публикует свой сборник магнификатов на четыре, пять, шесть и восемь голосов, получивших широкое распространение в испанских соборах — Canticum Beatissimae Virginis Deiparae Mariae.

#### Вклад
Все его сочинения были посвящены церкви — и органная музыка и псалмы. Изучение его работа показывает, что он учился у таких композиторов как Антонио де Кабесон, но применял в своей музыке и более новые, современные подходы, которые впоследствии повлияли на таких композиторов как Корреа де Араухо. Его ученики стали после его смерти органистами при соборах и на протяжении более чем 100 лет продолжали традицию и стиль игры.